# بيز ستون
بيز ستون (بالإنجليزية: Biz Stone)‏ ، واسمه الكامل : كريستوفر إسحاق «بيز» ستون،  ، من مواليد 10 مارس 1974م  أحد مؤسسي موقع تويتر.